# Alejandro Cappuccio
Alejandro Martín Cappuccio Díaz (ur. 7 lutego 1976 w Montevideo) – urugwajski trener piłkarski pochodzenia włoskiego.